# Emirato del Cáucaso Norte

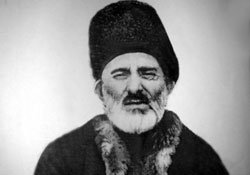
Uzún Hadjí, emir del Cáucaso Norte.

El Emirato del Cáucaso Norte (del checheno: Къилбаседа Кавказан Имарат) es un emirato islámico que tuvo su máximo auge en Chechenia y Daguestán occidental durante la Guerra civil rusa entre el 19 de septiembre de 1919 y el 30 de marzo de 1920. El Estado está dividido en naibs y su capital establecida en Vedenó. Su líder es el imán y emir del Emirato del Cáucaso Norte, el jeque Uzún Jair Hadjí Jan.
El Estado se fundamenta en la Ley Sharia.

## Historia

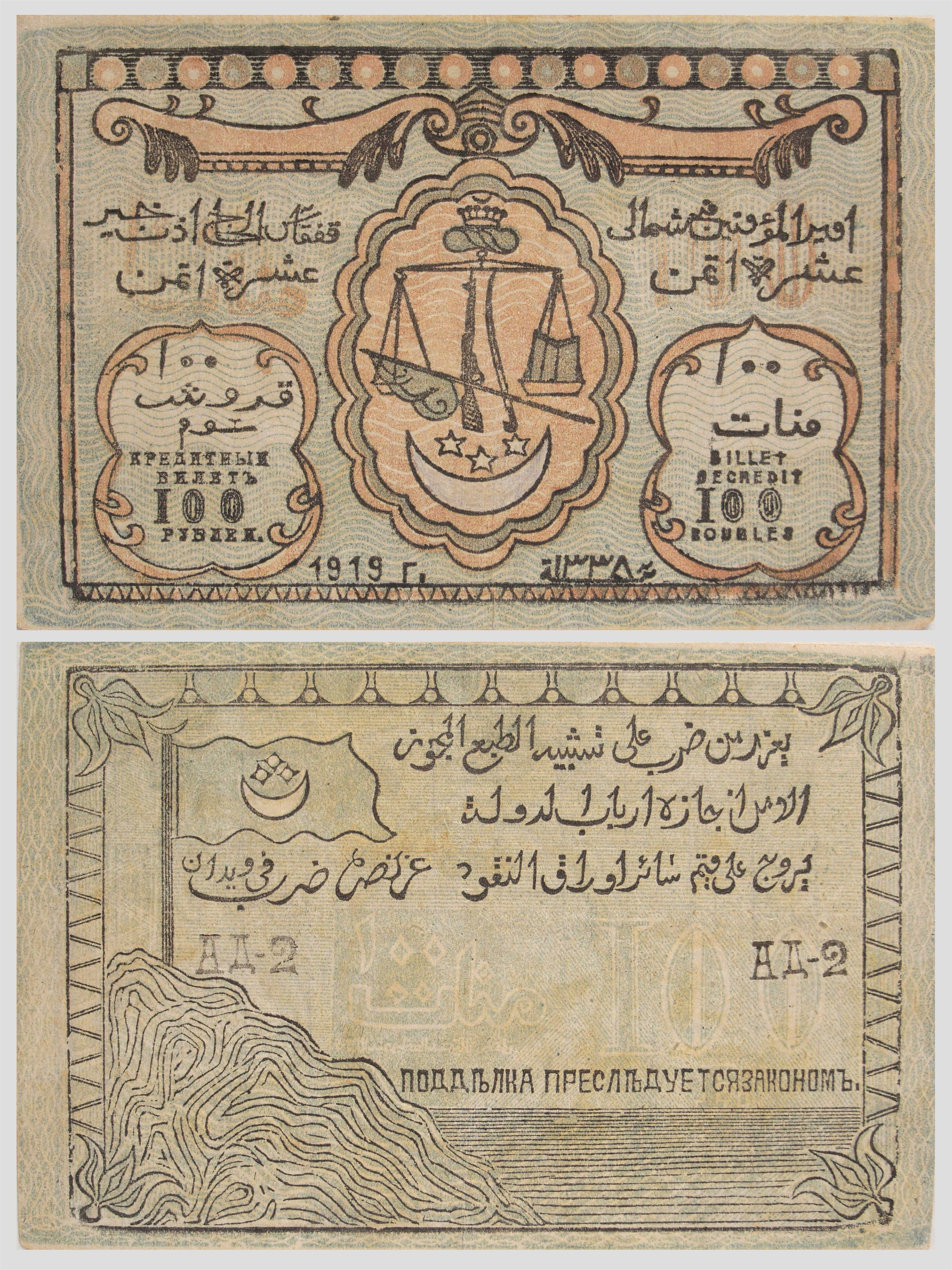
Billetes de 100 rublos del Emirato del Cáucaso Norte.

Tras la revolución de febrero de 1917 Uzún-Hadjí fue uno de los organizadores del Comité que tomó la iniciativa de convocar un referéndum sobre la introducción de la ley shariá en Daguestán. Todas las comunidades rurales apoyaron esta idea como forma de gobierno. Asimismo participó en el congreso de los pueblos de la montaña del Cáucaso Norte que tuvo lugar en el seló Andi.
El 10 de agosto de 1917 se proclamó imán de Chechenia y Daguestán a Najmudín Gotsinski. Sobre la cuestión de la tierra se aceptó, a iniciativa de Uzún-Hadjí, una resolución que decidía el traspaso del control de las tierras del gobierno ruso y de los begs así como de las aguas del mar Caspio comprendidas en los límites territoriales de Daguestán al pueblo daguestaní.
En septiembre de 1917 las tropas muridíes de Uzún-Hadjí lanzaron ataques contra 170 localidades del distrito de Jasaviurt. Esta localidad no se salvó de la destrucción pese al auxilio prestado por un tren blindado enviado por el Sóviet de Bakú que operó entre Jasaviurt y Gudermés, protegiendo el ferrocarril para los destacamentos militares que regresaban del frente del Cáucaso y consiguiendo hacer llegar la comida necesaria a la ciudad de Bakú. En diciembre de ese año volverían a atacar Jasaviurt, incendiándola con botellas con keroseno.
En enero de 1918, en el III Congreso de los Representantes de los Pueblos Montañeses en Temir-Jan-Shurá, Gotsinsky era nuevamente proclamado imán de todo el Daguestán. Uzún-Hadjí, al respecto expresó su desconfianza en los órganos de poder laicos e invitaba a echarlos, delegando todos los poderes al clero local y la instauración de la shariá de Daguestán. El Comité ejecutivo regional de Daguestán, órgano del Gobierno Provisional Ruso expresó perplejidad ante la proclamación como imán de Gotsinski y pidió aclaraciones al respecto del sentido y las competencias del "imán". Como resultado se revocó la proclamación y Gotsinski fue proclamado muftí. Este hecho irritó a Uzún-Hadjí, por la poca firmeza de Gotsinski en la realización de la idea del imanato, llevándose a sus muridíes de la ciudad. Los socialistas se aprovecharon de ello anulando la elección como muftí de Gotsinski.
Tras la ocupación de Chechenia por las Fuerzas Armadas de Rusia del Sur (FARS) en abril de 1919, Uzún-Hadjí organizó grupos de voluntarios para acudir en ayuda de los chechenos. El 22 de mayo de ese año, las FARS forzaron el cese de la actividad de la República de las Montañas del Cáucaso Septentrional. Gotsinski pasó a apoyar a las FARS en su lucha contra el Ejército Rojo y, confirmando el apoyo militar británico y turco, propuso a Uzún-Hadjí tomar la misma decisión, pero éste lo rechazó y con sus muridíes se dirigió a las montañas de la frontera entre Chechenia y Daguestán. A finales del mes de mayo reunió en Bótlij un gran majlís en el que a iniciativa del ulema de Gagatli Said-Magomed fue elegido imán de Chechenia y Daguestán, fijándose la residencia del imanato en Vedenó.
En verano de 1919 el checheno Inaluk Arsanukáyev del teip Dyshni trajo a Uzún-Hadjí un firmán del sultán otomano Mehmed VI. A partir de ese momento se dedicó a la creación de las estructuras militares y civiles del emirato del Cáucaso Norte. La autoridad de Uzún-Hadjí se incrementó con las victorias de su ejército comandado por Arsanukáyev sobre el ejército de las FARS comandado por el general Iván Kolésnikov en la batalla por la stanitsa Vozdvízhenskaya. A raíz de estos combates, el 11 de septiembre de 1919 parte de las tropas blancas retrocedieron a Grozni, dejando 112 cautivos en manos del ejército del emirato. Dos días después, el 13 de septiembre hubo un enfrentamientos con los cosacos en Shalí en el que se hicieron 138 prisioneros.
El 19 de septiembre de 1919, en una conferencia con la participación de representantes del clero checheno y daguestaní, se declaró la creación del emirato del Cáucaso del Norte y como su líder al emir Uzun-Jair Hadjí-Jan. Como primer ministro del gobierno del emirato se nombró a Arsanukáyev. Se declaró que "el emirato del Cáucaso Norte es una monarquía bajo la shariá independiente a cuya cabeza se halla el emir Uzun-Jair Hadjí-Jan, bajo el protectorado del Califa musulmán Su Majestad el Emperador Mehmet Vahdettin VI". En este documento se afirma que la República de las Montañas era una utopía sin el apoyo del pueblo. El gobierno del emirato de Uzún-Hadjí era internacional: en él trabajaban dos ávaros, un checheno, un ingusetio y un cabardino. Sólo uno de los miembros contaba con formación superior laica y dos con religiosa y pocos de ellos hablaban competentemente el ruso o el árabe. Dos de los ministros, el de asuntos militares y el de vías de comunicación, correos y telégrafos, eran iletrados:
- Ministro de Palacio, General-mayor Kaim Hadjí.
- Ministro de Asuntos Exteriores, rittmeister Inaluk Dishni.
- Ministro de Alimentación, Comercio e Industria, general-mayor Magomet Janjoyev.
- Ministro de Agricultura y Propiedad Estatal, general Bilal Shamílev.
- Ministro de Asuntos Militares, general-mayor Shita Istamulov (que encabezaría una insurrección en la década de 1930.
- Ministro de Vías de Comunicación, Correos y Telégrafos, general-mayor Kusi Baichaleyev.
- Ministro de Interior, general-mayor Jabale Besleneyev.
- Ministro de Finanzas, general-mayor Abdul-Azim Abdulayev.

A principios de 1920 el comandante del 11.ºEjército del Ejército Rojo de Obreros y Campesinos bajo el mando de Nikolái Guikalo tras ser derrotado en los combates contra el ejército de las FARS, tomó la decisión de reunir a los restos de la maltrecha unidad en las montañas. Allí llegó a un acuerdo con Uzún-Hadjí formándose un grupo internacional de insurrectos rojos instalado en el territorio del emirato, sometido al Estado Mayor de Uzún-Hadjí y considerado el 5.º Regimiento del ejército del Emirato del Cáucaso Norte. El grupo de guerrilleros rojos ingusetios encabezados por Jizir Orujanov situado en las montañas de Ingusetia se consideraba el 7.º Regimiento. El representante de los bolcheviques Jabal Besláneyev se convirtió en el ministro del interior del emirato. Como jefe del Estado Mayor del ejército del emirato se situó al bolchevique Magomet Janiev.
El Emirato del Cáucaso Norte emitía su propia moneda, pero también se usaban los billetes de la República Democrática de Azerbaiyán.

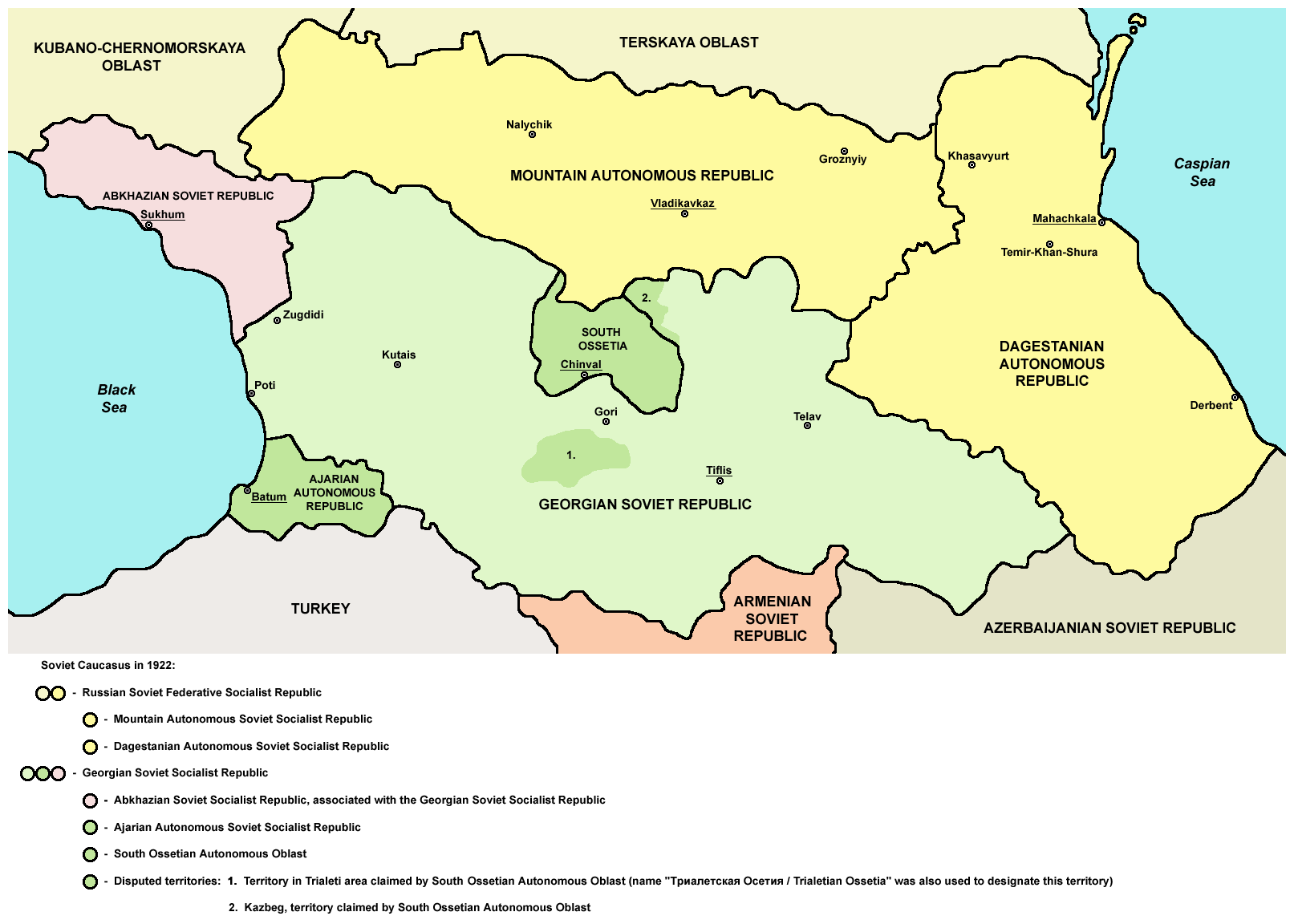
La zona en 1922, tras la disolución del emirato.

El ejército del emirato estaba compuesto por 60.000 efectivos. Se pidió ayuda a los gobiernos de la República Democrática de Azerbaiyán, la República Democrática de Georgia y al Imperio otomano para el suministro de armamento. Uzún Hadjí mantenía contacto permanente con el comandante del ejército otomano Nuri-Pashá. Oficiales otomanos participaban en el mando del ejército (Hussein Debreli -caballería- y Ali-Riza Chorumlu -artillería). La República Democrática de Georgia envió ayuda financiera y un cuerpo expedicionario en septiembre de 1919, que tuvo que regresar a Georgia tras ser derrotado por las FARS en Chechén-Aul. Para subsistir el Estado dependía de la ayuda bolchevique.
A finales de marzo de 1920 los bolcheviques propusieron al ya gravemente enfermo Uzún-Hadjí que aceptara el poder Soviético permaneciendo como imán y líder espiritual de Chechenia y Daguestán, dejando los cargos del gobierno al pueblo y disoviendo sus organizaciones y prometiendo autonomía. Prometían asimismo no tocar el Corán ni la religión. Pese a rechazar esta propuesta, Uzún-Hadjí murió el 30 de marzo de ese año y el emirato se integró días después en la RSFS de Rusia, siendo la base de la República Autónoma Socialista Soviética de la Montaña. El título de emir pasó al jeque Dervish Muhammad de Injo pero el emirato dejó de existir.